# Brottspåföljd
En brottspåföljd är antingen ett straff eller annan påföljd, där det tidigare utgörs av inkapacitering eller böter och det senare av villkorlig dom, överlämnande till särskild vård och skyddstillsyn, som den tilltalade dömts till. Att döma till brottspåföljd är den yttersta, formella funktionen hos en domare i rätten och är intimt förbunden med domarämbetets symboliska funktion.
Den som döms för flera brott kan dömas till fängelse under: 
- den tid som är lika med summan för samtliga brottspåföljder,
- den tid som är lika med längden av den längsta brottspåföljden,
- eller en kombination av båda.

En brottspåföljd kan lindras av förmildrande omständigheter och straff omvandlas, exempelvis att åtalsrubriceringen mord ändras till dråp.
Skadestånd är inte någon brottspåföljd eftersom skadestånd kan utdömas även i situationer när inget brott har begåtts.